# Uldrup Bakker
Uldrup Bakker är kullar i Danmark.   De ligger i Odders kommun i Region Mittjylland, i den centrala delen av landet, 160 km väster om Köpenhamn. Den högsta punkten är Blakshøj, 73 meter över havet.